# Dream Express
Dream Express (Hearts of Soul au début des années 1970) est un groupe néerlandais des années 1970 qui était composé de Luc Smets (nl) (auparavant membre du groupe belge « The Pebbles (en) ») et des sœurs Stella, Bianca et Patricia Maessen.

## Eurovision

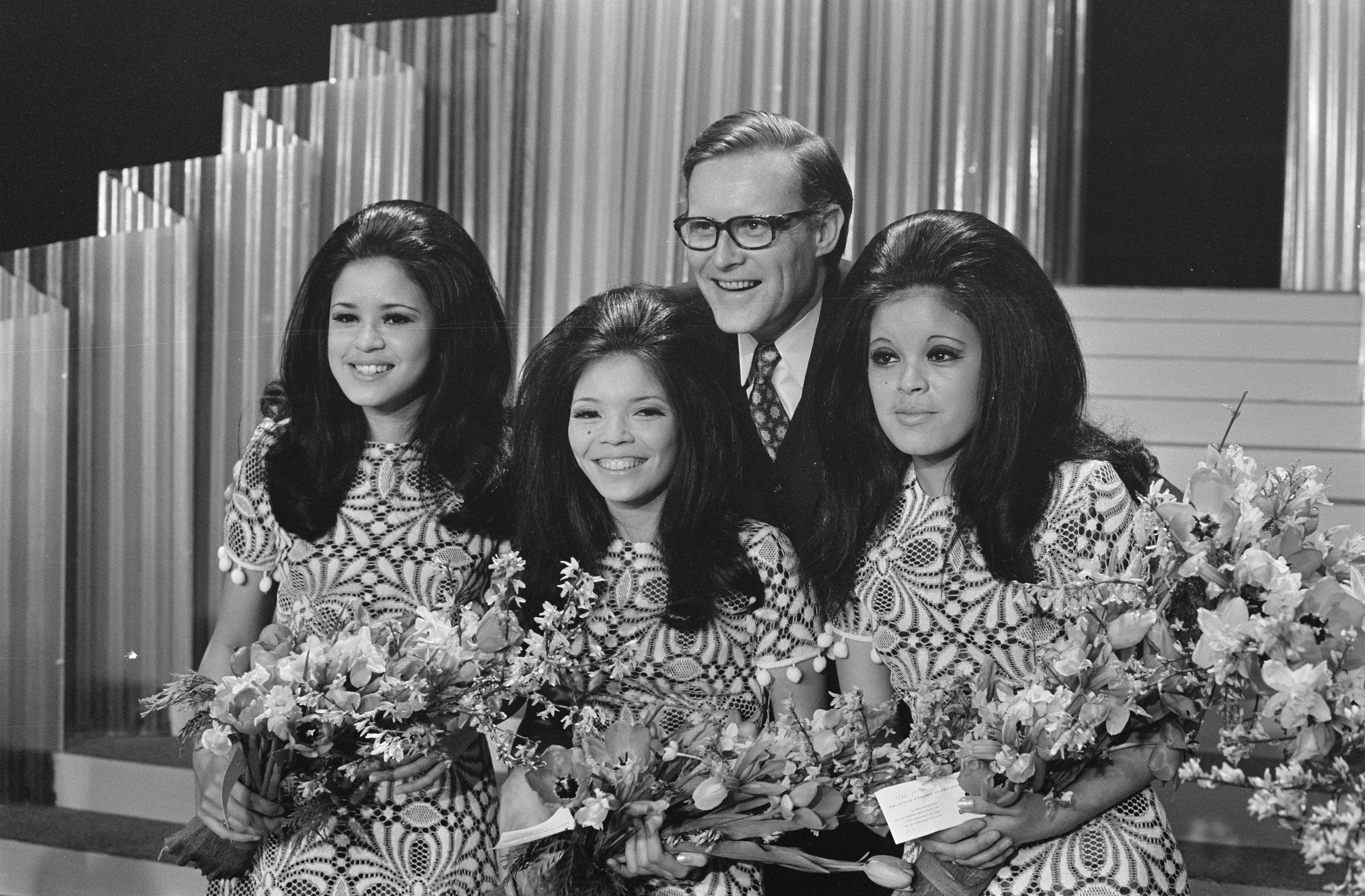
Le groupe au Concours Eurovision de la chanson.

Ils représentèrent successivement les Pays-Bas (en 1970) puis la Belgique (en 1977) au Concours Eurovision de la chanson.
En 1970, ils terminèrent à la septième place du concours avec une chanson composée par le néerlandais Pieter Goemans et baptisée Waterman.
Ils terminèrent à la même position en 1977.